# 塔寧巴爾群島

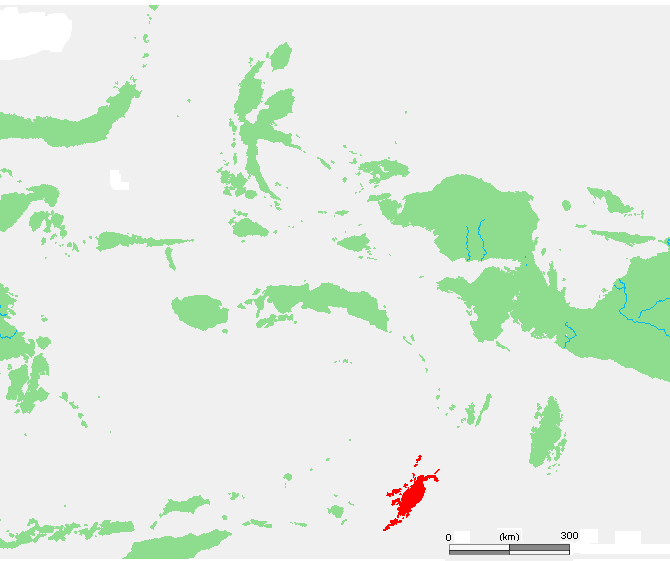
塔寧巴爾群島位置

塔寧巴爾群島是印度尼西亞馬魯古省的群島，由約65個島嶼組成，位於阿鲁群岛和卡伊群島西南、巴巴群島和帝汶以東，把班達海和阿拉弗拉海分開，土地總面積5,440平方公里，人口約61,000，其中44,000信奉基督教。行政上隶属马鲁古省的西东南马鲁古县。主要岛屿有、塞拉鲁岛、塞拉岛、塞卢岛、武利亚鲁岛、沃塔普岛、楠瓦安岛、马鲁岛、莫卢岛、拉塔特岛等。
7°30′00″S 131°30′00″E / 7.500°S 131.500°E